# 笹森 (鹿角市)
笹森（ささもり）は、秋田県鹿角市と鹿角郡小坂町との境界にある標高774mの山である。

## 概要
大湯川（米代川水系支流）の大楽前沢（おおらくまえさわ）と、小坂川（同）支流の荒川川とに挟まれた稜線上にある。山頂付近はチシマザサや草本に覆われている。
荒川川中流域には、日本の滝百選に選定されている七滝がある。